# Avro 521
L'Avro 521 est un biplan biplace d’entrainement à la chasse britannique de la Première Guerre mondiale.
Cet appareil fut construit en utilisant des éléments de construction de l’Avro 504J. Le fuselage à flancs plats et l’empennage étaient pratiquement identiques, mais le décalage entre les plans était réduit, entraînant une modification de la cabane. Les plans étaient également raccourcis en envergure, on ne trouvait plus qu’une paire de mâts de chaque côté du fuselage et le train d’atterrissage était nouveau, avec essieu. 
Le prototype débuta ses essais fin 1915. Transféré à la Central Flying School, il s’écrasa à Upavon le 21 septembre 1916, tuant le pilote, le Flt. Lt. W.H.S. Garnett. Une commande de 25 appareils fut alors annulée, mais il n’est pas impossible qu’un ou deux appareils aient été achevés.